# Liste der Kulturgüter in Adelboden
Die Liste der Kulturgüter in Adelboden enthält alle Objekte in der Gemeinde Adelboden im Kanton Bern, die gemäss der Haager Konvention zum Schutz von Kulturgut bei bewaffneten Konflikten, dem Bundesgesetz vom 20. Juni 2014 über den Schutz der Kulturgüter bei bewaffneten Konflikten sowie der Verordnung vom 29. Oktober 2014 über den Schutz der Kulturgüter bei bewaffneten Konflikten unter Schutz stehen.
Objekte der Kategorie A sind im Gemeindegebiet nicht ausgewiesen, Objekte der Kategorie B sind vollständig in der Liste enthalten, Objekte der Kategorie C fehlen zurzeit (Stand: 13. Januar 2024). Unter übrige Baudenkmäler sind geschützte Objekte zu finden, die im Bauinventar des Kantons Bern als «schützenswert» verzeichnet sind.

## Kulturgüter
| Foto |                                                                | Objekt                              | Kat. | Typ | Standort                                     | Beschreibung |
| ---- | -------------------------------------------------------------- | ----------------------------------- | ---- | --- | -------------------------------------------- | --- |
| ja   | Datei hochladen · Wikidata zu Dorfkirche Adelboden (Q1244068)  | Reformierte Kirche KGS-Nr.: 00588   | B    | G   | Dorfstrasse 18 609242 / 149063               | Vor 1433 erbautes Kirchengebäude unter Giebeldach mit Mauerwerk aus Bruch- und Tuffstein, der Turmabschluss stammt aus dem 19. Jahrhundert. Rechteckiger Saal mit dreiseitigem Chorabschluss. Gewalmte Leistendecke mit Flachschnitzereien (1488), Chorfenster von Alberto Giacometti (1937). |
| ja   | Datei hochladen · Wikidata zu Schwimmbad Adelboden (Q29651627) | Schwimmbad Adelboden KGS-Nr.: 09002 | B    | G   | Risetensträssli 22, 22b, 22c 608896 / 148482 | Im Jahr 1931 nach Plänen von Beda Hefti im Stil des Neuen Bauens errichtetes Freibad. Umfasst würfelförmiges Kassahäuschen, gerundete Duschkabinen und Garderobentrakt. |

## Übrige Baudenkmäler
Hinweis: Anstelle der KGS-Nummer wird als Objekt-Identifikator (ID) die Grundstücksnummer verwendet.
| ID   | Foto |                                                                 | Objekt                                           | Typ | Standort                                 | Beschreibung                                                    |
| ---- | ---- | --------------------------------------------------------------- | ------------------------------------------------ | --- | ---------------------------------------- | --------------------------------------------------------------- |
| 39   | ja   | Datei hochladen · Wikidata zu Peter und Paul-Kirche (Q55412369) | Katholische Kirche (1923)                        | G   | Haltenstrasse 4 609238 / 149196          |                                                                 |
| 54   | BW   | Datei hochladen                                                 | Ehemalige anglikanische Kirche St. Andrew (1908) | G   | Landstrasse 11 609578 / 149106           |                                                                 |
| 65   | ja   | Datei hochladen · Wikidata zu Spittelbrücke (Q113287691)        | Betonbrücke (1930/31)                            | G   | Spittelbrügg N.N. 610888 / 150190        | Betonbrücke über die Entschlige von 1930/31 von Robert Maillart |
| 133  | BW   | Datei hochladen                                                 | Chalet Irène (1910)                              | G   | Schrenziweg 7 608837 / 148697            |                                                                 |
| 374  | BW   | Datei hochladen                                                 | Bauernhaus (1728)                                | G   | Stiegelschwandstrasse 86 606339 / 148574 |                                                                 |
| 398  | BW   | Datei hochladen                                                 | Bauernhaus (1776)                                | G   | Landstrasse 10 609377 / 149057           |                                                                 |
| 486  | BW   | Datei hochladen                                                 | Bauernhaus (1864)                                | G   | Ausserschwandstrasse 10a 609983 / 149783 |                                                                 |
| 510  | BW   | Datei hochladen                                                 | Bauernhaus (1786)                                | G   | Bodenstrasse 45 609462 / 148027          |                                                                 |
| 511  | BW   | Datei hochladen                                                 | Bauernhaus (1783)                                | G   | Obere Bodenstrasse 23 609347 / 147000    |                                                                 |
| 511  | BW   | Datei hochladen                                                 | Käsespeicher (1769)                              | G   | Obere Bodenstrasse N.N. 609364 / 146990  |                                                                 |
| 536  | BW   | Datei hochladen                                                 | Bauernhaus (um 1900)                             | G   | Schulgässli 44 609745 / 148818           |                                                                 |
| 734  | BW   | Datei hochladen                                                 | Bauernhaus (1730)                                | G   | Stiegelschwandstrasse 34 607626 / 148399 |                                                                 |
| 774  | BW   | Datei hochladen                                                 | Bauernhaus (1817)                                | G   | Fitzerweg 9 609401 / 148305              |                                                                 |
| 881  | BW   | Datei hochladen                                                 | Bauernhaus (1799)                                | G   | Aebiweg 7 607319 / 147858                |                                                                 |
| 882  | BW   | Datei hochladen                                                 | Bauernhaus (um 1800)                             | G   | Tannenweg 6 609590 / 149355              |                                                                 |
| 882  | BW   | Datei hochladen                                                 | Speicher/Kleintierstall (1733)                   | G   | Tannenweg 6a 609586 / 149333             |                                                                 |
| 1046 | BW   | Datei hochladen                                                 | Bauernhaus (1750)                                | G   | Lischen 8 610783 / 149854                |                                                                 |
| 1253 | BW   | Datei hochladen                                                 | Bauernhaus (1855)                                | G   | Senggistrasse 1 608972 / 148845          |                                                                 |
| 1341 | BW   | Datei hochladen                                                 | Bauernhaus (1832)                                | G   | Bodenstrasse 36 609484 / 148268          |                                                                 |
| 1450 | BW   | Datei hochladen                                                 | Weidhaus (1754)                                  | G   | Gilbach 1021 607351 / 147176             |                                                                 |
| 1478 | BW   | Datei hochladen                                                 | Bauernhaus (1783)                                | G   | Zelgstrasse 5 609341 / 148972            |                                                                 |
| 1485 | BW   | Datei hochladen                                                 | Käsespeicher (1752)                              | G   | Fuhrenstrasse 51a 609075 / 148237        |                                                                 |
| 1544 | BW   | Datei hochladen                                                 | Internationales Pfadfinderheim (1932)            | G   | Hohliebeweg 1 610447 / 148901            |                                                                 |
| 1645 | BW   | Datei hochladen                                                 | Bauernhaus (1788)                                | G   | Egernschwandweg 12 610726 / 151770       |                                                                 |
| 1687 | BW   | Datei hochladen                                                 | Speicher (1789)                                  | G   | Margeliweg 7a 609908 / 149289            |                                                                 |
| 1755 | BW   | Datei hochladen                                                 | Bauernhaus (1737)                                | G   | Fuhrenstrasse 47 609130 / 148215         |                                                                 |
| 2276 | BW   | Datei hochladen                                                 | Alphütte (1656)                                  | G   | Farni 1110 607344 / 145677               |                                                                 |
| 2535 | BW   | Datei hochladen                                                 | Speicher (1749)                                  | G   | Kreuzgasse 3a 609296 / 147774            |                                                                 |
| 3580 | ja   | Datei hochladen · Wikidata zu Bauernhaus (1771) (Q113288184)    | Bauernhaus (1771)                                | G   | Ausserschwandstrasse 27 610057 / 149975  |                                                                 |
| 3820 | BW   | Datei hochladen                                                 | Bauernhaus (1836)                                | G   | Gspennweg 4 609799 / 147739              |                                                                 |
| 4055 | BW   | Datei hochladen                                                 | Bauernhaus (1807)                                | G   | Fitzerweg 11 609501 / 148344             |                                                                 |